# Sophia Schwartz
Sophia Schwartz (* 24. November 1990) ist eine ehemalige US-amerikanische Freestyle-Skierin. Sie startete in den Buckelpisten-Disziplinen Moguls und Dual Moguls.

## Werdegang
Schwartz nahm von 2004 bis 2016 vorwiegend am Nor-Am Cup teil. Dabei holte sie fünf Siege und belegte in der Saison 2012/13 den zweiten und in der Saison 2015/16 den dritten Platz in der Mogulsgesamtwertung. Im Freestyle-Skiing-Weltcup debütierte sie im Januar 2014 in Deer Valley und belegte dabei den siebten Platz im Moguls. Es folgten sechs Platzierungen unter den ersten Zehn und zum Saisonende den achten Rang im Moguls-Weltcup. Bei den Freestyle-Skiing-Weltmeisterschaften 2015 am Kreischberg errang sie den 27. Platz im Dual Moguls und den 17. Platz im Moguls-Wettbewerb.
Schwartz nahm an 16 Weltcups teil und kam dabei siebenmal unter den ersten zehn.

## Weltcup-Gesamtplatzierungen
| Saison  | Gesamt | Gesamt | Moguls | Moguls |
| Saison  | Punkte | Platz  | Punkte | Platz  |
| ------- | ------ | ------ | ------ | ------ |
| 2013/14 | 24     | 47.    | 267    | 8.     |
| 2014/15 | 8,44   | 94.    | 76     | 25.    |
| 2015/16 | 3,00   | 148.   | 24     | 29.    |